# Otto von Schüßler
Karl Otto Schüßler, seit 1884 von Schüßler (* 22. Mai 1825 in Groß Salze; † 6. November 1899 in Wiesbaden) war ein preußischer Generalmajor.

## Leben

### Herkunft
Otto war der Sohn des Gutsbesitzers Karl Schüßler († 1862) und dessen Ehefrau Wilhelmine, geborene Angern († 1877).

### Militärkarriere
Schüßler schlug eine Laufbahn als Artillerieoffizier ein. In dessen Verlauf war er vom 9. Juni 1874 bis zum 23. Juli 1879 Kommandeur des Thüringischen Feldartillerie-Regiments Nr. 19 in Erfurt. Anschließend erfolgte seine Versetzung als Kommandeur der 8. Feldartillerie-Brigade nach Koblenz und in dieser Eigenschaft avancierte er am 3. August 1883 zum Generalmajor. In Genehmigung seines Abschiedgesuches wurde Schüßler am 11. Dezember 1884 mit der gesetzlichen Pension zur Disposition gestellt und durch Kaiser Wilhelm I. in den erblichen preußischen Adelsstand erhoben.

### Familie
Schüßler hatte sich am 23. April 1854 mit Olga Freiin von Strombeck (1834–1890) verheiratet. Aus der Ehe gingen drei früh verstorbene Kinder sowie die Tochter Helene (1858–1929), die den späteren preußischen Generalmajor Franz von Issendorff (1851–1908) heiratete, und der Sohn Georg (1861–1927) hervor. Auch er schlug eine Militärkarriere in der Preußischen Armee ein, brachte es zum Generalleutnant und wurde während des Ersten Weltkriegs mit dem Orden Pour le Mérite ausgezeichnet.